# Stazione di Otranto
Stazione di Otranto vasútállomás Olaszországban, Puglia régióban, Otranto településen.

## Vasútvonalak
Az állomást az alábbi vasútvonalak érintik:
- Maglie–Otranto-vasútvonal

## Kapcsolódó állomások
A vasútállomáshoz az alábbi állomások vannak a legközelebb: 
- Stazione di Giurdignano